# Lista de governadores do Espírito Santo
Esta é uma lista de governantes do estado de Espírito Santo. Incluem-se neste artigo todos os mandatários que governaram o território hoje chamado estado do Espírito Santo, desde os primórdios da colonização portuguesa até a atualidade.

## Governantes do período colonial (1553 — 1822)
Donatários
- Família Donatária dos Coutinho – (1535 a 1675)

| Nº | Nome                                                            | Imagem         | Início do mandato    | Fim do Mandato       | Observações              |
| -- | --------------------------------------------------------------- | -------------- | -------------------- | -------------------- | ------------------------ |
| 1  | Vasco Fernandes Coutinho                                        |                | 23 de maio de 1535   | 21 de junho de 1561  | primeiro donatário       |
| 2  | Vasco Fernandes Coutinho Filho                                  |                | 21 de junho de 1561  | 22 de agosto de 1589 | filho do precedente      |
| 3  | Luísa Grinalda                                                  | Luísa Grinalda | 22 de agosto de 1589 | 23 de março de 1593  | viúva do donatário       |
| 4  | Francisco de Aguiar Coutinho                                    |                | 23 de março de 1593  | 15 de maio de 1627   | irmão do donatário       |
| 5  | Ambrósio de Aguiar Coutinho da Câmara                           |                | 15 de maio de 1627   | 15 de julho de 1648  | irmão do donatário       |
| 6  | António Luís Coutinho da Câmara Filipa de Meneses, mãe e tutora |                | 15 de julho de 1648  | 30 de maio de 1675   | filho do donatário menor |

- Família Donatária Araújo – (1675 a 1718)

| Nº | Nome                    | Imagem | Início do mandato      | Fim do Mandato         | Observações        |
| -- | ----------------------- | ------ | ---------------------- | ---------------------- | ------------------ |
| 7  | Francisco Gil de Araújo |        | 30 de maio de 1675     | 24 de dezembro de 1685 | primeiro donatário |
| 8  | Manuel Garcia Pimentel  |        | 24 de dezembro de 1685 | 25 de julho de 1711    |                    |
| 9  | Cosme Rolim de Moura    |        | 25 de julho de 1711    | 5 de março de 1718     | último donatário   |

Capitães-generais governadores
| Nº | Nome                            | Imagem | Início do mandato       | Fim do Mandato          | Observações |
| -- | ------------------------------- | ------ | ----------------------- | ----------------------- | ----------- |
| 1  | João de Velasco e Molina        |        | 5 de março de 1718      | 28 de janeiro de 1721   |             |
| 2  | Antônio de Oliveira Madail      |        | 28 de janeiro de 1721   | 15 de fevereiro de 1724 |             |
| 3  | Dionísio Carvalho de Abreu      |        | 15 de fevereiro de 1724 | 12 de maio de 1726      |             |
| 4  | Antônio Pires Forsas            |        | 12 de maio de 1726      | 21 de maio de 1731      |             |
| 5  | Silvestre Cirne da Veiga        |        | 21 de maio de 1731      | 5 de março de 1740      |             |
| 6  | Domingos de Morais Navarro      |        | 5 de março de 1740      | 14 de março de 1745     |             |
| 7  | Estevão de Faria Delgado        |        | 14 de março de 1745     | 3 de março de 1748      |             |
| 8  | Martinho da Gama Pereira        |        | 3 de março de 1748      | 20 de março de 1751     |             |
| 9  | José Gomes Borges               |        | 20 de março de 1751     | 25 de junho de 1755     |             |
| 10 | Duarte Fernandes Lobo           |        | 25 de junho de 1755     | 9 de abril de 1758      |             |
| 11 | Gonçalo da Costa Barbalho       |        | 9 de abril de 1758      | 15 de abril de 1761     |             |
| 12 | Anastácio Joaquim Moita Furtado |        | 15 de abril de 1761     | 11 de agosto de 1768    |             |
| 13 | Raimundo da Costa Vieira        |        | 11 de agosto de 1768    | 25 de setembro de 1770  |             |
| 14 | José Ramos dos Santos           |        | 25 de setembro de 1770  | 1° de fevereiro de 1775 |             |
| 15 | Álvaro Correia de Morais        |        | 1° de fevereiro de 1775 | 9 de maio de 1779       |             |
| 16 | Anastácio Joaquim Moita Furtado |        | 9 de maio de 1779       | 25 de junho de 1781     |             |
| 17 | Álvaro Correia de Morais        |        | 25 de junho de 1781     | 9 de novembro de 1782   |             |
| 18 | Inácio João Monjardim           |        | 9 de novembro de 1782   | 22 de janeiro de 1798   |             |
| 19 | Manuel Fernandes da Silveira    |        | 22 de janeiro de 1798   | 1° de fevereiro de 1800 |             |

Governadores da Capitania do Espírito Santo subalternos ao governo da Bahia
| Nº | Nome                                              | Imagem | Início do mandato       | Fim do mandato       | Observações |
| -- | ------------------------------------------------- | ------ | ----------------------- | -------------------- | ----------- |
| 1  | Antônio Pires da Silva Pontes Pais Leme e Camargo |        | 1° de fevereiro de 1800 | 28 de agosto de 1804 |             |
| 2  | Manuel Vieira da Silva Tovar e Albuquerque        |        | 28 de agosto de 1804    | 5 de outubro de 1812 |             |

Governadores da Capitania do Espírito Santo independente do governo da Bahia
| Nº | Nome                                            | Imagem | Início do mandato      | Fim do Mandato         | Observações |
| -- | ----------------------------------------------- | ------ | ---------------------- | ---------------------- | ----------- |
| 1  | Francisco Alberto Rubim da Fonseca e Sá Pereira |        | 5 de outubro de 1812   | 12 de setembro de 1819 |             |
| 2  | Baltasar de Sousa Botelho de Vasconcelos        |        | 12 de setembro de 1819 | 1º de março de 1822    |             |

## Governantes do período imperial (1822 — 1889)
| Nº                           | Nome                                    | Imagem | Partido         | Início do mandato       | Fim do mandato          | Observações                                                           |
| Primeiro Reinado (1822-1831) |                                         |        |                 |                         |                         |                                                                       |
| —                            | Junta Governativa Capixaba de 1822-1824 |        |                 | 1º de março de 1822     | 23 de fevereiro de 1824 | Governo Provisório                                                    |
| 1                            | Inácio Accioly                          |        | Moderado        | 24 de fevereiro de 1824 | 23 de novembro de 1829  | Presidente Provincial nomeado por Carta imperial                      |
| 2                            | Caetano Montenegro Filho                |        | Moderado        | 23 de novembro de 1829  | 12 de março de 1830     | Visconde da Vila Real da Praia Grande                                 |
| —                            | José Francisco Monjardim                |        | Liberal-Radical | 12 de março de 1830     | 4 de dezembro de 1830   | 1° Vice-Presidente no cargo de titular                                |
| 3                            | Manuel Antônio Galvão                   |        | Moderado        | 4 de dezembro de 1830   | 18 de dezembro de 1830  | Presidente provincial nomeado por Carta imperial                      |
| 4                            | Gabriel Getúlio Monteiro de Mendonça    |        | Liberal-Radical | 18 de dezembro de 1830  | 8 de abril de 1831      | Presidente provincial nomeado por Carta imperial                      |
| Segundo Reinado (1831-1889)  |                                         |        |                 |                         |                         |                                                                       |
| —                            | José Francisco Monjardim                |        | Liberal         | 8 de abril de 1831      | 28 de novembro de 1831  | 1° vice-presidente no cargo de titular                                |
| 5                            | Antônio Pinto Chichorro da Gama         |        | Liberal         | 28 de novembro de 1831  | 27 de abril de 1832     | Presidente provincial nomeado por Carta imperial                      |
| —                            | José Francisco Monjardim                |        | Liberal         | 27 de abril de 1832     | 21 de abril de 1833     | Presidente interino                                                   |
| 6                            | José Pires Pontes                       |        | Liberal         | 21 de abril de 1833     | 5 de maio de 1835       | Presidente Provincial nomeado por Carta imperial                      |
| —                            | Francisco Pinto de Azevedo              |        | Liberal         | 5 de maio de 1835       | 28 de maio de 1835      | 1° vice-presidente no cargo de titular                                |
| 7                            | Joaquim José de Oliveira                |        | Conservador     | 28 de maio de 1835      | 23 de setembro de 1836  | Presidente provincial nomeado por Carta imperial                      |
| —                            | Manuel de Assunção Pereira              |        | Conservador     | 23 de setembro de 1836  | 8 de novembro de 1836   | 1° vice-presidente no cargo de titular                                |
| 8                            | José Tomás Nabuco de Araújo             |        | Liberal         | 8 de novembro de 1836   | 25 de abril de 1837     | Presidente provincial nomeado por Carta imperial                      |
| —                            | Manuel de Assunção Pereira              |        | Liberal         | 25 de abril de 1837     | 29 de outubro de 1837   | 1° vice-presidente no cargo de titular                                |
| 8                            | José Tomás Nabuco de Araújo             |        | Liberal         | 29 de outubro de 1837   | 21 de abril de 1838     | Presidente provincial nomeado por Carta imperial                      |
| 9                            | João da Silva Couto                     |        | Conservador     | 21 de abril de 1838     | 15 de outubro de 1840   | Presidente provincial nomeado por Carta imperial                      |
| 10                           | José Joaquim Machado                    |        | Conservador     | 15 de outubro de 1840   | 27 de abril de 1841     | Presidente provincial nomeado por Carta imperial                      |
| 11                           | José Manuel de Lima                     |        | Conservador     | 27 de abril de 1841     | 10 de agosto de 1842    | Presidente provincial nomeado por Carta imperial                      |
| 12                           | João da Silva Couto                     |        | Conservador     | 10 de agosto de 1842    | 24 de fevereiro de 1843 | Presidente provincial nomeado por Carta imperial                      |
| 13                           | Venceslau de Oliveira Belo              |        | Conservador     | 24 de fevereiro de 1843 | 1º de dezembro de 1843  | Presidente provincial nomeado por Carta imperial                      |
| 14                           | Manuel Mascarenhas                      |        | Conservador     | 1º de dezembro de 1843  | 28 de dezembro de 1844  | Presidente provincial nomeado por Carta imperial                      |
| —                            | Joaquim Marcelino Lima                  |        | Conservador     | 28 de dezembro de 1844  | 13 de dezembro de 1845  | 1° vice-presidente no cargo de titular                                |
| 15                           | Herculano Ferreira Pena                 |        | Conservador     | 13 de dezembro de 1845  | 3 de maio de 1846       | Presidente provincial nomeado por Carta imperial                      |
| —                            | Joaquim Marcelino Lima                  |        | Conservador     | 3 de maio de 1846       | 27 de maio de 1846      | 1° vice-presidente no cargo de titular                                |
| —                            | José Inácio Accioly                     |        | Conservador     | 27 de maio de 1846      | 21 de setembro de 1846  | 2° vice-presidente no cargo de titular                                |
| —                            | José Francisco Monjardim                |        | Liberal         | 21 de setembro de 1846  | 7 de novembro de 1846   | 3° vice-presidente no cargo de titular                                |
| 16                           | Luís Pedreira do Couto Ferraz           |        | Liberal         | 7 de novembro de 1846   | 18 de abril de 1848     | Presidente provincial nomeado por Carta imperial                      |
| —                            | José Francisco Monjardim                |        | Liberal         | 18 de abril de 1848     | 3 de agosto de 1848     | 1° vice-presidente no cargo de titular                                |
| 17                           | Antônio Pereira Pinto                   |        | Liberal         | 3 de agosto de 1848     | 3 de novembro de 1848   | Presidente provincial nomeado por Carta imperial                      |
| —                            | José Francisco Monjardim                |        | Liberal         | 3 de novembro de 1848   | 7 de março de 1849      | 1° vice-presidente no cargo de titular                                |
| 18                           | Antônio Joaquim Siqueira                |        | Conservador     | 7 de março de 1849      | 2 de agosto de 1849     | Presidente provincial nomeado por Carta imperial                      |
| —                            | Joaquim Marcelino Lima                  |        | Conservador     | 2 de agosto de 1849     | 9 de agosto de 1849     | Presidente interino                                                   |
| 19                           | Filipe Pereira Leal                     |        | Liberal         | 9 de agosto de 1849     | 3 de junho de 1851      | Presidente provincial nomeado por Carta imperial                      |
| —                            | José Francisco Monjardim                |        | Liberal         | 3 de junho de 1851      | 9 de julho de 1851      | 1° vice-presidente no cargo de titular                                |
| 20                           | José Bonifácio Azambuja                 |        | Conservador     | 9 de julho de 1851      | 16 de novembro de 1852  | Presidente provincial nomeado por Carta imperial                      |
| 21                           | Evaristo Ladislau e Silva               |        | Conservador     | 16 de novembro de 1852  | 1º de agosto de 1853    | Presidente provincial nomeado por Carta imperial                      |
| —                            | Joaquim Marcelino Lima                  |        | Conservador     | 1º de agosto de 1853    | 4 de fevereiro de 1854  | 1° vice-presidente no cargo de titular                                |
| 22                           | Sebastião Machado Nunes                 |        | Conservador     | 4 de fevereiro de 1854  | 15 de julho de 1855     | Presidente provincial nomeado por Carta imperial                      |
| —                            | Joaquim Marcelino Lima                  |        | Conservador     | 15 de julho de 1855     | 8 de março de 1856      | 1° vice-presidente no cargo de titular                                |
| 23                           | Maurício Fernandes de Barros            |        | Conservador     | 8 de março de 1856      | 15 de janeiro de 1857   | Presidente provincial nomeado por Carta imperial                      |
| —                            | Joaquim Marcelino Lima                  |        | Conservador     | 15 de janeiro de 1857   | 18 de junho de 1857     | 1° Vice-Presidente no cargo de titular                                |
| 24                           | Olímpio Carneiro Catão                  |        | Liberal         | 18 de junho de 1857     | 7 de março de 1858      | Presidente provincial nomeado por Carta imperial                      |
| —                            | José Francisco Monjardim                |        | Liberal         | 7 de março de 1858      | 4 de fevereiro de 1859  | 1° vice-presidente no cargo de titular                                |
| 25                           | Pedro Leão Veloso                       |        | Liberal         | 4 de fevereiro de 1859  | 14 de abril de 1860     | Presidente provincial nomeado por Carta imperial                      |
| —                            | José Francisco Monjardim                |        | Liberal         | 14 de abril de 1860     | 25 de maio de 1860      | 1° Vice-Presidente no cargo de titular                                |
| 26                           | Antônio Alves de Sousa                  |        | Conservador     | 25 de maio de 1860      | 11 de março de 1861     | Presidente provincial nomeado por Carta imperial                      |
| —                            | João da Costa Lima                      |        | Conservador     | 11 de março de 1861     | 22 de março de 1861     | 1° vice-presidente no cargo de titular                                |
| 27                           | José Fernandes Jr                       |        | Conservador     | 22 de março de 1861     | 28 de maio de 1863      | Presidente provincial nomeado por Carta imperial                      |
| —                            | Dionísio Álvaro Resende                 |        | Conservador     | 28 de maio de 1863      | 15 de junho de 1863     | 1° vice-presidente no cargo de titular                                |
| 28                           | Augusto de Pádua Fleury                 |        | Conservador     | 15 de junho de 1863     | 23 de dezembro de 1863  | Presidente provincial nomeado por Carta imperial                      |
| —                            | Eduardo de Matos                        |        | Conservador     | 23 de dezembro de 1863  | 8 de janeiro de 1865    | 1° vice-presidente no cargo de titular                                |
| 29                           | José Joaquim do Carmo                   |        | Liberal         | 8 de janeiro de 1865    | 28 de agosto de 1865    | Presidente provincial nomeado por Carta imperial                      |
| 30                           | Alexandre Rodrigues da Silva            |        | Liberal         | 28 de agosto de 1865    | 8 de abril de 1867      | Presidente provincial nomeado por Carta imperial                      |
| —                            | Carlos de Cerqueira Pinto               |        | Liberal         | 8 de abril de 1867      | 11 de outubro de 1867   | 1° vice-presidente no cargo de titular                                |
| 31                           | Francisco Bittencourt Sampaio           |        | Liberal         | 11 de outubro de 1867   | 26 de abril de 1868     | Presidente provincial nomeado por Carta imperial                      |
| —                            | João Maria do Vale Jr                   |        | Liberal         | 26 de abril de 1868     | 1º de setembro de 1868  | 1° vice-presidente no cargo de titular                                |
| 32                           | Luís Antônio Fernandes                  |        | Conservador     | 1º de setembro de 1868  | 8 de junho de 1869      | Presidente provincial nomeado por Carta imperial                      |
| —                            | Dionísio Álvaro Resende                 |        | Conservador     | 8 de junho de 1869      | 17 de setembro de 1869  | 1° vice-presidente no cargo de titular                                |
| 33                           | Antônio Dias Pais Leme                  |        | Conservador     | 17 de setembro de 1869  | 13 de agosto de 1870    | Presidente provincial nomeado por Carta imperial                      |
| —                            | Dionísio Álvaro Resende                 |        | Conservador     | 13 de agosto de 1870    | 18 de fevereiro de 1871 | 1° vice-presidente no cargo de titular                                |
| 34                           | Francisco Ferreira Correia              |        | Liberal         | 18 de fevereiro de 1871 | 19 de junho de 1872     | Presidente provincial nomeado por Carta imperial                      |
| 35                           | Gabriel de Paula Fonseca                |        | Conservador     | 19 de junho de 1872     | 16 de novembro de 1872  | Presidente provincial nomeado por Carta imperial                      |
| —                            | Manuel Ribeiro Coutinho                 |        | Conservador     | 16 de novembro de 1872  | 28 de dezembro de 1872  | 1° vice-presidente no cargo de titular                                |
| 36                           | João Tomé da Silva                      |        | Conservador     | 28 de dezembro de 1872  | 8 de outubro de 1873    | Presidente provincial nomeado por Carta imperial                      |
| —                            | Manuel Ribeiro Coutinho                 |        | Conservador     | 8 de outubro de 1873    | 6 de novembro de 1873   | Presidente interino                                                   |
| 37                           | Luís Eugênio Horta Barbosa              |        | Conservador     | 6 de novembro de 1873   | 29 de abril de 1874     | Presidente provincial nomeado por Carta imperial                      |
| —                            | Manuel Ribeiro Coutinho                 |        | Conservador     | 29 de abril de 1874     | 4 de maio de 1875       | 1° vice-presidente no cargo de titular                                |
| 38                           | Domingos Monteiro Peixoto               |        | Conservador     | 4 de maio de 1875       | 24 de dezembro de 1875  | Presidente provincial nomeado por Carta imperial                      |
| —                            | Manuel Ribeiro Coutinho                 |        | Conservador     | 24 de dezembro de 1875  | 3 de janeiro de 1876    | 1° vice-presidente no cargo de titular                                |
| 39                           | Manuel de Meneses Prado                 |        | Liberal         | 3 de janeiro de 1876    | 5 de janeiro de 1877    | Presidente provincial nomeado por Carta imperial                      |
| —                            | Manuel Ferreira de Paiva                |        | Liberal         | 5 de janeiro de 1877    | 29 de janeiro de 1877   | 1° vice-presidente no cargo de titular                                |
| 40                           | Antônio Nogueira da Gama                |        | Liberal         | 29 de janeiro de 1877   | 11 de julho de 1877     | Presidente provincial nomeado por Carta imperial                      |
| —                            | Manuel Ferreira de Paiva                |        | Liberal         | 11 de julho de 1877     | 23 de julho de 1877     | 1° vice-presidente no cargo de titular                                |
| 41                           | Afonso Peixoto de Abreu Lima            |        | Liberal         | 23 de julho de 1877     | 19 de fevereiro de 1878 | Presidente provincial nomeado por Carta imperial                      |
| —                            | Adolfo Monjardim                        |        | Liberal         | 19 de fevereiro de 1878 | 4 de abril de 1878      | 1° vice-presidente no cargo de titular                                |
| 42                           | Manuel da Silva Mafra                   |        | Liberal         | 4 de abril de 1878      | 2 de janeiro de 1879    | Presidente provincial nomeado por Carta imperial                      |
| —                            | Adolfo Monjardim                        |        | Liberal         | 2 de janeiro de 1879    | 7 de março de 1879      | Presidente interino                                                   |
| 43                           | Eliseu de Sousa Martins                 |        | Liberal         | 7 de março de 1879      | 19 de julho de 1880     | Presidente provincial nomeado por Carta imperial                      |
| —                            | Adolfo Monjardim                        |        | Liberal         | 19 de julho de 1880     | 6 de agosto de 1880     | 1° vice-presidente no cargo de titular                                |
| 44                           | Marcelino de Assis Tostes               |        | Liberal         | 6 de agosto de 1880     | 13 de fevereiro de 1882 | Presidente provincial nomeado por Carta imperial                      |
| —                            | Adolfo Monjardim                        |        | Liberal         | 13 de fevereiro de 1882 | 3 de abril de 1882      | 1° vice-presidente no cargo de titular                                |
| 45                           | Herculano Inglês de Souza               |        | Liberal         | 3 de abril de 1882      | 9 de dezembro de 1882   | Presidente provincial nomeado por Carta imperial                      |
| 46                           | Martim de Andrada Jr                    |        | Conservador     | 9 de dezembro de 1882   | 3 de abril de 1883      | Presidente provincial nomeado por Carta imperial                      |
| —                            | Bernardo Vieira de Amorim               |        | Conservador     | 30 de abril de 1883     | 12 de janeiro de 1884   | 1° vice-presidente no cargo de titular                                |
| 47                           | Joaquim José Afonso Alves               |        | Liberal         | 12 de janeiro de 1884   | 17 de março de 1884     | Presidente provincial nomeado por Carta imperial                      |
| —                            | Adolfo Monjardim                        |        | Liberal         | 17 de março de 1884     | 1º de maio de 1884      | 1° vice-presidente no cargo de titular                                |
| 48                           | José Camilo Ferreira Rabelo             |        | Liberal         | 1º de maio de 1884      | 17 de setembro de 1884  | Presidente provincial nomeado por Carta imperial                      |
| 49                           | Custódio Ferreira Martins               |        | Liberal         | 17 de setembro de 1884  | 29 de janeiro de 1885   | Presidente provincial nomeado por Carta imperial                      |
| —                            | Adolfo Monjardim                        |        | Liberal         | 29 de janeiro de 1885   | 3 de março de 1885      | 1° ´vice-presidente no cargo de titular                               |
| 50                           | Laurindo Pita                           |        | Liberal         | 3 de março de 1885      | 28 de julho de 1885     | Presidente provincial nomeado por Carta imperial                      |
| —                            | Adolfo Monjardim                        |        | Liberal         | 28 de julho de 1885     | 21 de agosto de 1885    | 1° vice-presidente no cargo de titular                                |
| —                            | José Camilo Ferreira Rabelo             |        | Liberal         | 21 de agosto de 1885    | 9 de setembro de 1885   | Presidente interino                                                   |
| —                            | Manuel Ribeiro Coutinho                 |        | Conservador     | 9 de setembro de 1885   | 2 de outubro de 1885    | 3° vice-presidente no cargo de titular                                |
| 51                           | Antônio Joaquim Rodrigues               |        | Conservador     | 2 de outubro de 1885    | 11 de maio de 1887      | Presidente provincial nomeado por Carta imperial                      |
| —                            | Manuel Ribeiro Coutinho                 |        | Conservador     | 11 de maio de 1887      | 1º de agosto de 1887    | 1° vice-presidente no cargo de titular                                |
| 52                           | Antônio Ribeiro de Almeida              |        | Liberal         | 1º de agosto de 1887    | 6 de agosto de 1888     | Presidente provincial nomeado por Carta imperial                      |
| 53                           | Henrique de Ataíde Lobo                 |        | Liberal         | 6 de agosto de 1888     | 8 de junho de 1889      | Presidente provincial nomeado por Carta imperial                      |
| —                            | José Camilo Ferreira Rabelo             |        | Liberal         | 8 de junho de 1889      | 18 de julho de 1889     | 1° vice-presidente no cargo de titular                                |
| —                            | Adolfo Monjardim                        |        | Liberal         | 18 de julho de 1889     | 19 de julho de 1889     | Presidente interino                                                   |
| 54                           | José Caetano Horta                      |        | Liberal         | 19 de julho de 1889     | 27 de novembro de 1889  | Presidente provincial nomeado por Carta imperial Visconde de Itatiaia |

## Período republicano (1889-presente)
| Nº                                        | Nome                               | Imagem                                           | Partido                                                  | Início do mandato       | Fim do Mandato          | Observações                                             |
| ----------------------------------------- | ---------------------------------- | ------------------------------------------------ | -------------------------------------------------------- | ----------------------- | ----------------------- | ------------------------------------------------------- |
| Primeira República Brasileira (1889-1930) |                                    |                                                  |                                                          |                         |                         |                                                         |
| 1                                         | Affonso de Freitas Rosa            |                                                  | Partido Republicano Federal PRF                          | 22 de novembro de 1889  | 7 de janeiro de 1890    | Nomeado por decreto do Governo Federal.                 |
| 2                                         | José Horácio Costa                 |                                                  | Partido Republicano Federal PRF                          | 7 de janeiro de 1890    | 9 de setembro de 1890   | Vice-Presidente no cargo de titular.                    |
| 3                                         | Constante Gomes Sodré              |                                                  | Partido Republicano Federal PRF                          | 9 de setembro de 1890   | 20 de novembro de 1890  | Nomeado por decreto do Governo Federal.                 |
| 4                                         | Henrique Coutinho                  |                                                  | Partido Republicano Federal PRF                          | 20 de novembro de 1890  | 11 de março de 1891     | Nomeado por decreto do Governo Federal.                 |
| 5                                         | Antônio Gomes Aguirre              |                                                  | Partido Republicano Federal PRF                          | 11 de março de 1891     | 7 de junho de 1891      | Eleito pela Assembleia Legislativa titular.             |
| 6                                         | Adolfo Monjardim de Andrade        |                                                  | Partido Republicano Federal PRF                          | 7 de junho de 1891      | 8 de dezembro de 1891   | Vice-Presidente no cargo de titular.                    |
| —                                         | Junta governativa capixaba de 1891 |                                                  | —                                                        | 8 de dezembro de 1891   | 3 de maio de 1892       | Governo provisório.                                     |
| 7                                         | José Muniz Freire                  |                                                  | Partido Republicano Federal PRF                          | 3 de maio de 1892       | 23 de maio de 1896      |                                                         |
| 8                                         | Graciano dos Santos Neves          |                                                  | Partido Republicano Federal PRF                          | 23 de maio de 1896      | 23 de setembro de 1897  | Vice-Presidente no cargo de titular, renunciou o cargo. |
| 9                                         | Constante Gomes Sodré              |                                                  | Partido Republicano Federal PRF                          | 23 de setembro de 1897  | 6 de janeiro de 1898    | Eleito pela Assembleia Legislativa titular.             |
| 10                                        | José Marcelino Vasconcelos         |                                                  | Partido Republicano Construtor PRC                       | 6 de janeiro de 1898    | 23 de maio de 1900      |                                                         |
| 11                                        | José Muniz Freire                  |                                                  | Partido Progressista do Espírito Santo PP                | 23 de maio de 1900      | 23 de maio de 1904      |                                                         |
| —                                         | Argeu Monjardim                    |                                                  | Partido Progressista do Espírito Santo PP                | 23 de maio de 1904      | 16 de junho de 1904     | Vice-Presidente no cargo de titular.                    |
| 12                                        | Henrique Coutinho                  |                                                  | Partido Progressista do Espírito Santo PP                | 16 de junho de 1904     | 23 de maio de 1908      | Renunciou o cargo para se candidatar ao senado.         |
| 13                                        | Jerônimo de Sousa Monteiro         |                                                  | Partido Progressista do Espírito Santo PP                | 23 de maio de 1908      | 23 de maio de 1912      |                                                         |
| 14                                        | Marcondes Alves de Sousa           |                                                  | Partido Progressista do Espírito Santo PP                | 23 de maio de 1912      | 23 de maio de 1916      |                                                         |
| 15                                        | Bernardino de Sousa Monteiro       |                                                  | Partido Progressista do Espírito Santo PP                | 23 de maio de 1916      | 23 de maio de 1920      |                                                         |
| 16                                        | Nestor Gomes                       |                                                  | Partido Progressista do Espírito Santo PP                | 23 de maio de 1920      | 23 de maio de 1924      |                                                         |
| 17                                        | Florentino Ávidos                  |                                                  | Partido Progressista do Espírito Santo PP                | 23 de maio de 1924      | 30 de junho de 1928     |                                                         |
| 18                                        | Aristeu Borges de Aguiar           |                                                  | Partido Progressista do Espírito Santo PP                | 30 de junho de 1928     | 16 de outubro de 1930   |                                                         |
| Era Vargas (1930-1945)                    |                                    |                                                  |                                                          |                         |                         |                                                         |
| 19                                        | José Armando Ribeiro               |                                                  | Partido Progressista do Espírito Santo PP                | 16 de outubro de 1930   | 19 de novembro de 1930  | Interventor Federal.                                    |
| —                                         | Junta governativa capixaba de 1930 |                                                  | —                                                        | 19 de novembro de 1930  | 22 de novembro de 1930  | Governo provisório.                                     |
| 20                                        | João Punaro Bley                   |                                                  | Partido Social Democrático PSD                           | 22 de novembro de 1930  | 21 de janeiro de 1943   | Interventor Federal.                                    |
| 21                                        | Jones dos Santos Neves             |                                                  |                                                          | 21 de janeiro de 1943   | 27 de outubro de 1945   | Interventor Federal.                                    |
| —                                         | José Rodrigues Sette               |                                                  |                                                          | 27 de outubro de 1945   | 6 de novembro de 1945   | Interventor Federal.                                    |
| Quarta República Brasileira (1945-1964)   |                                    |                                                  |                                                          |                         |                         |                                                         |
| 22                                        | Otávio de Carvalho Lengruber       |                                                  |                                                          | 6 de novembro de 1945   | 27 de fevereiro de 1946 | Interventor Federal.                                    |
| 23                                        | Aristides Alexandre Campos         |                                                  |                                                          | 27 de fevereiro de 1946 | 8 de junho de 1946      | Interventor Federal.                                    |
| 24                                        | Ubaldo Maia                        |                                                  | União Democrática Nacional UDN                           | 8 de junho de 1946      | 14 de outubro de 1946   | Interventor Federal.                                    |
| 25                                        | Moacir Ubirajara da Silva          |                                                  | Partido Social Democrático PSD                           | 14 de outubro de 1946   | 29 de março de 1947     | Interventor Federal.                                    |
| 26                                        | Carlos Lindenberg                  |                                                  | Partido Social Democrático PSD                           | 29 de março de 1947     | 31 de janeiro de 1951   |                                                         |
| 27                                        | Jones dos Santos Neves             |                                                  | Partido Social Democrático PSD                           | 31 de janeiro de 1951   | 10 de outubro de 1952   |                                                         |
| 28                                        | Francisco Alves Athayde            |                                                  | Partido Republicano PR                                   | 10 de outubro de 1952   | 31 de janeiro de 1955   | Vice-Governador no cargo de titular                     |
|                                           |                                    |                                                  |                                                          |                         |                         |                                                         |
| 29                                        | Francisco Lacerda de Aguiar        |                                                  | Partido Trabalhista Brasileiro PTB                       | 31 de janeiro de 1955   | 31 de janeiro de 1959   |                                                         |
| 30                                        | Carlos Lindenberg                  |                                                  | Partido Social Democrático PSD                           | 31 de janeiro de 1959   | 10 de outubro de 1959   |                                                         |
| 31                                        | Raul Giuberti                      |                                                  | Partido Social Progressista PSP                          | 10 de outubro de 1959   | 6 de julho de 1962      | Vice-Governador no cargo de titular                     |
| —                                         | Hélsio Pinheiro Cordeiro           |                                                  | Partido Trabalhista Brasileiro PTB                       | 6 de julho de 1962      | 5 de agosto de 1962     | Governador interino                                     |
| 32                                        | Asdrúbal Martins Soares            |                                                  | Partido Social Progressista PSP                          | 5 de agosto de 1962     | 31 de janeiro de 1963   | Eleito indiretamente pela Assembleia                    |
| Regime Militar (1964-1985)                |                                    |                                                  |                                                          |                         |                         |                                                         |
| 33                                        | Francisco Lacerda de Aguiar        |                                                  | Partido Social Progressista PSP                          | 31 de janeiro de 1963   | 5 de abril de 1966      | Renunciou ao cargo.                                     |
| 34                                        | Rubens Rangel                      |                                                  | Aliança Renovadora Nacional ARENA                        | 5 de abril de 1966      | 31 de janeiro de 1967   | Vice-Governador no cargo de titular                     |
| 35                                        | Christiano Lopes Filho             |                                                  | Aliança Renovadora Nacional ARENA                        | 31 de janeiro de 1967   | 15 de março de 1971     | Eleito indiretamente pela Assembleia                    |
| 36                                        | Arthur Gerhardt                    |                                                  | Aliança Renovadora Nacional ARENA                        | 15 de março de 1971     | 15 de março de 1975     | Eleito indiretamente pela Assembleia                    |
| 37                                        | Élcio Álvares                      |                                                  | Aliança Renovadora Nacional ARENA                        | 15 de março de 1975     | 15 de março de 1979     | Eleito indiretamente pela Assembleia                    |
| 38                                        | Eurico Resende                     |                                                  | Partido Democrático Social PDS                           | 15 de março de 1979     | 15 de março de 1983     | Eleito indiretamente pela Assembleia                    |
| Nova República (1985-presente)            |                                    |                                                  |                                                          |                         |                         |                                                         |
| 39                                        | Gérson Camata                      |                                                  | Partido do Movimento Democrático Brasileiro PMDB         | 15 de março de 1983     | 14 de maio de 1986      |                                                         |
| 40                                        | José Morais                        |                                                  | Partido do Movimento Democrático Brasileiro PMDB         | 15 de maio de 1986      | 15 de março de 1987     | Vice-Governador no cargo de titular                     |
| 41                                        | Max Mauro                          |                                                  | Partido do Movimento Democrático Brasileiro PMDB         | 15 de março de 1987     | 15 de março de 1991     |                                                         |
| 42                                        | Albuíno Azeredo                    |                                                  | Partido Democrático Trabalhista PDT                      | 15 de março de 1991     | 1º de janeiro de 1995   |                                                         |
| 43                                        | Vitor Buaiz                        |                                                  | Partido dos Trabalhadores PT                             | 1º de janeiro de 1995   | 1º de janeiro de 1999   |                                                         |
| 43                                        | Vitor Buaiz                        | Partido Verde PV                                 |                                                          | 1º de janeiro de 1995   | 1º de janeiro de 1999   |                                                         |
| 44                                        | José Ignácio Ferreira              |                                                  | Partido da Social Democracia Brasileira PSDB/sem partido | 1º de janeiro de 1999   | 1º de janeiro de 2003   |                                                         |
| 45                                        | Paulo Hartung                      |                                                  | Partido Socialista Brasileiro PSB                        | 1º de janeiro de 2003   | 1º de janeiro de 2007   |                                                         |
| 45                                        | Paulo Hartung                      | Partido do Movimento Democrático Brasileiro PMDB | 1º de janeiro de 2007                                    | 1º de janeiro de 2011   |                         |                                                         |
| 46                                        | Renato Casagrande                  |                                                  | Partido Socialista Brasileiro PSB                        | 1º de janeiro de 2011   | 1º de janeiro de 2015   |                                                         |
| 47                                        | Paulo Hartung                      |                                                  | Partido do Movimento Democrático Brasileiro PMDB         | 1º de janeiro de 2015   | 1º de janeiro de 2019   |                                                         |
| 48                                        | Renato Casagrande                  |                                                  | Partido Socialista Brasileiro PSB                        | 1º de janeiro de 2019   | 1° de janeiro de 2023   |                                                         |
| 48                                        | Renato Casagrande                  | 1° de janeiro de 2023                            | Partido Socialista Brasileiro PSB                        | Em exercício            |                         |                                                         |